# 克里莫卢瓦
克里莫卢瓦（法語：Crimolois，法語發音：[kʁimɔlwa]）是法国科多尔省的一个旧市镇，位于该省东部，省会第戎市区东南，属于第戎区。2019年，克里莫卢瓦与市镇讷伊莱第戎合并为新市镇讷伊-克里莫卢瓦。

## 地理
克里莫卢瓦（47°16'27"N, 5°7'15"E）面积3.59 平方千米，位于法国勃艮第-弗朗什-孔泰大區科多尔省，该省份为法国中东部省份，北起奥布省，西接涅夫勒省和约讷省，南至索恩-卢瓦尔省，东南接汝拉省，东临上索恩省，东北部与上马恩省接壤。
与克里莫卢瓦接壤的市镇（或旧市镇、城区）包括：舍维尼圣索沃尔、乌日、鲁夫尔昂普莱讷、福韦尔内、讷伊莱第戎。

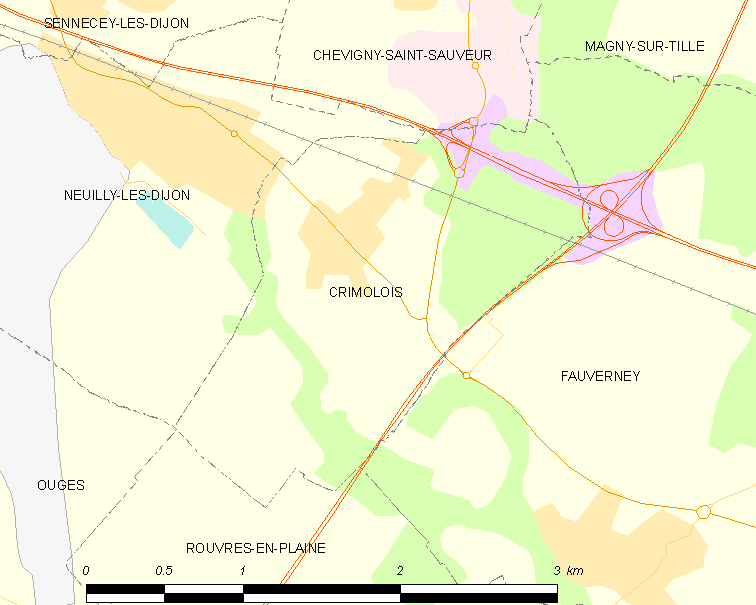
克里莫卢瓦的OSM定位图

克里莫卢瓦的时区为UTC+01:00、UTC+02:00（夏令时）。

## 行政
克里莫卢瓦的邮政编码为21800，INSEE市镇编码为21213。

## 政治
克里莫卢瓦所属的省级选区为舍维尼圣索沃尔县。

## 人口

1962-2008年间克里莫卢瓦人口变化图示

克里莫卢瓦于2018年1月1日时的人口数量为903人。